# Дагелет, Мингус
Домингус Ханс (Мингус) Дагелет (нидерл. Domingus Hans (Mingus) Dagelet; род. 13 ноября 1991, Амстердам) — нидерландский актёр театра и кино, музыкант. Наиболее известен ролями в фильмах «Быть королём» (2012) и «Подлинный Вермеер» (2016).

## Биография
Родился в 1991 году в Амстердаме в семье актёра Ханса Дагелета (род. 1945) и альтистки Эстер Апитулей (род. 1958). Его старшие сёстры Чарли и Татум также актрисы.
С 2000 года он выступал вместе с отцом и другими членами семьи в театральных постановках. В 2015 году актёр принял участие в спектакле «Лето '96», поставленном известным нидерландским театральным режиссёром Каспером Вандепуттом на сцене Национального театра. Он также сотрудничал с Иво ван Хове в спектакле «Безмолвная сила» (летом 2017 года в Москве и в конце того же года в амстердамском «Стадссхаубюрге»). С 2022 года Мингус и его отец вместе играют в спектакле «Индийский интерьер»,   семейной драме, полной сходства с их собственной жизнью.
В период с 2009 по 2011 год Дагелет прошёл предварительное обучение в консерватории Амстердама, где изучал игру на барабанах. В 2009 году он выступал с Дошкой Вреде, Маартеном ван дер Гринтеном и Фридерике Дариус на джазовом фестивале в Гааге. В 2016 году окончил актёрский факультет Маастрихтской театральной академии.